# Pistolet maszynowy Magpul FMG9
Pistolet maszynowy Magpul FMG – amerykański składany pistolet maszynowy (z ang. Folding Machine Gun − składany pistolet maszynowy).
Został zaprojektowany przez firmę Magpul Industries, zaprezentowany publicznie w 2008 roku podczas wystawy SHOT Show w Las Vegas.

## Opis konstrukcji
W pistolecie zastosowano części z pistoletu maszynowego Glock 18, a dzięki systemowi zabezpieczeń Safe Action, w który wyposażone są pistolety Glock, broń można bezpiecznie przenosić z nabojem w komorze nabojowej, przez co jest ona gotowa do strzału zaraz po rozłożeniu. Szkielet, kolby oraz magazynki broni zostały wykonane z tworzyw sztucznych.
Konstrukcja stanowi modyfikację pistoletu ARES FMG opracowanego przez Eugene Stonera, który po złożeniu przypominał radio. Podobną bronią jest rosyjski pistolet maszynowy PP-90